# Sonia Maselik
Sonia Anna Maselik po mężu Tomczyk (ur. 27 lipca 1993 w Duisburgu) – polska piosenkarka, autorka tekstów i kompozytorka.

## Życiorys

### Rodzina i edukacja
Urodziła się 27 lipca 1993 w Duisburgu, ale dorastała i wychowała się w Piekarach Śląskich, ukończyła Państwowe Liceum Ogólnokształcące. Studiowała filologię angielską; w 2016 zdobyła tytuł licencjata na Kolegium Języków Obcych w Gliwicach, a w 2018 – tytuł magistra na Uniwersytecie Śląskim w Katowicach. Ukończyła także studia magisterskie na Uniwersytecie Śląskiem na kierunku kulturoznawstwo-media i studia o profilu metodycznym na Politechnice Śląskiej.
Kiedy miała 11 lat, rozpoczęła naukę gry na pianinie w Ośrodku Kultury „Andaluzja” w Piekarach Śląskich. Brała udział również w zajęciach wokalnych w Młodzieżowym Domu Kultury nr 2 w Bytomiu. W latach 2012-2016 szkoliła się muzycznie na Wydziale Śpiewu Estradowego Państwowej Szkoły Muzycznej I i II stopnia im. Mieczysława Karłowicza w Katowicach.

### Kariera muzyczna
W latach 2011–2013 była wokalistką zespołu muzycznego Fringe Cafe. W 2012 zaczęła pisać swoje pierwsze piosenki. W 2014 wydała debiutancki singiel „To nic” oraz nagrała utwór „Nie potrafię” z raperem o pseudonimie TMK aka PIEKIELNY i chórki na album studyjny Vixena pt. Vixtoria. W 2015 opublikowała teledysk do piosenki „Nie pij, nie pal, nie oddychaj”, którą promowała występami w programach śniadaniowych: Dzień dobry TVN i Pytanie na śniadanie. W 2016 wypuściła teledysk do singla „Ona zatańczy dziś”. W 2018 została lektorem języka angielskiego w szkole językowej „Be Clever”.
Latem 2020 zwyciężyła w radiowym konkursie Twoje 5 minut w Radio RMF FM. W tym samym roku wydała singiel „Nie mów nic nikomu”, który trafił na polskie listy przebojów. Również w 2020 wydała utwór „Święta w nas”, który promowała jako świąteczną wersję utworu „Nie mów nic nikomu”; piosenka zajęła pierwsze miejsce na liście AirPlay – Nowości. Wiosną 2021 dzięki wykonaniu utworu Natalii Kukulskiej „Czy ona jest” zwyciężyła w jednym z odcinków programu rozrywkowego Szansa na sukces. Opole 2021, a następnie wystąpiła z Kukulską w koncercie finałowym 27. edycji programu. Również w 2021 wystąpiła z utworem „Sweet Sweet Tulipan” w koncercie „Wielkie przeboje małego ekranu” podczas 58. Krajowego Festiwalu Piosenki Polskiej w Opolu. Poza tym wydała teledyski do singli: „Do przodu” (utwór zajął pierwsze miejsce na liście AirPlay – Nowości), „Bla Bla Bla” i „Pierścionek”.

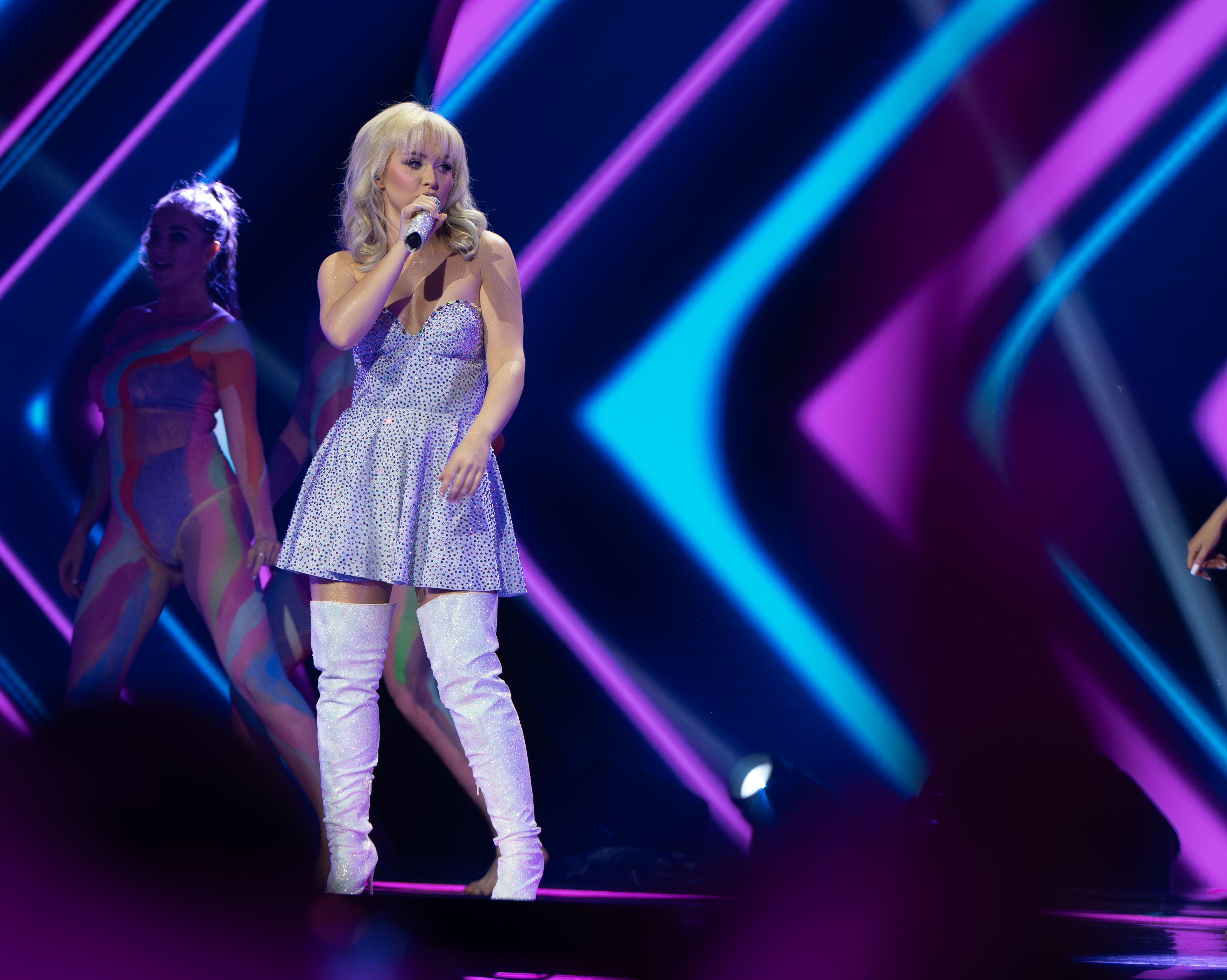
Maselik podczas Wielkiego Finału Polskich Kwalifikacji do Konkursu Piosenki Eurowizji 2025

W czerwcu 2022 wystąpiła z utworem „Tylko tu” w koncercie „Premier” na 49. KFPP w Opolu, na którym – razem z Przemkiem Pukiem i Adamem Związkiem – otrzymała nagrodę ZAiKS za muzykę za muzykę do utworu „Tylko Tu”. W tym samym roku wydała teledysk do utworu „Tylko tu”. W latach 2021–2023 brała udział w różnych produkcjach i koncertach Telewizji Polskiej, m.in. „Pasja. Ecce Homo – Oto człowiek”. W czerwcu 2023, pod pseudonimem Sonya, opublikowała cover utworu grupy Blondie „Heart of Glass”, do którego nakręciła teledysk na Maderze. W styczniu 2024 wydała utwór „A Warrior”, z którym zgłosiła się do polskich eliminacji do 68. Konkursu Piosenki Eurowizji. W lipcu tego samego roku wydała singiel „Daj żyć” w duecie z raperem Vixenem. We wrześniu 2024 wzięła udział w trasie koncertowej „Słuchając ludzi”. Rok zakończyła występem podczas koncertu Sylwester z Dwójką na Stadionie Śląskim. W lutym 2025 z utworem „Rumours” zajęła ósme miejsce w finale polskich eliminacji do 69. Konkursu Piosenki Eurowizji.